# Imaduwa Division
Imaduwa Division är en division i Sri Lanka.   Den ligger i distriktet Galle District och provinsen Southern Province, i den södra delen av landet, 110 km sydost om huvudstaden Colombo. Antalet invånare är 44 703.